# Tuli-Rind

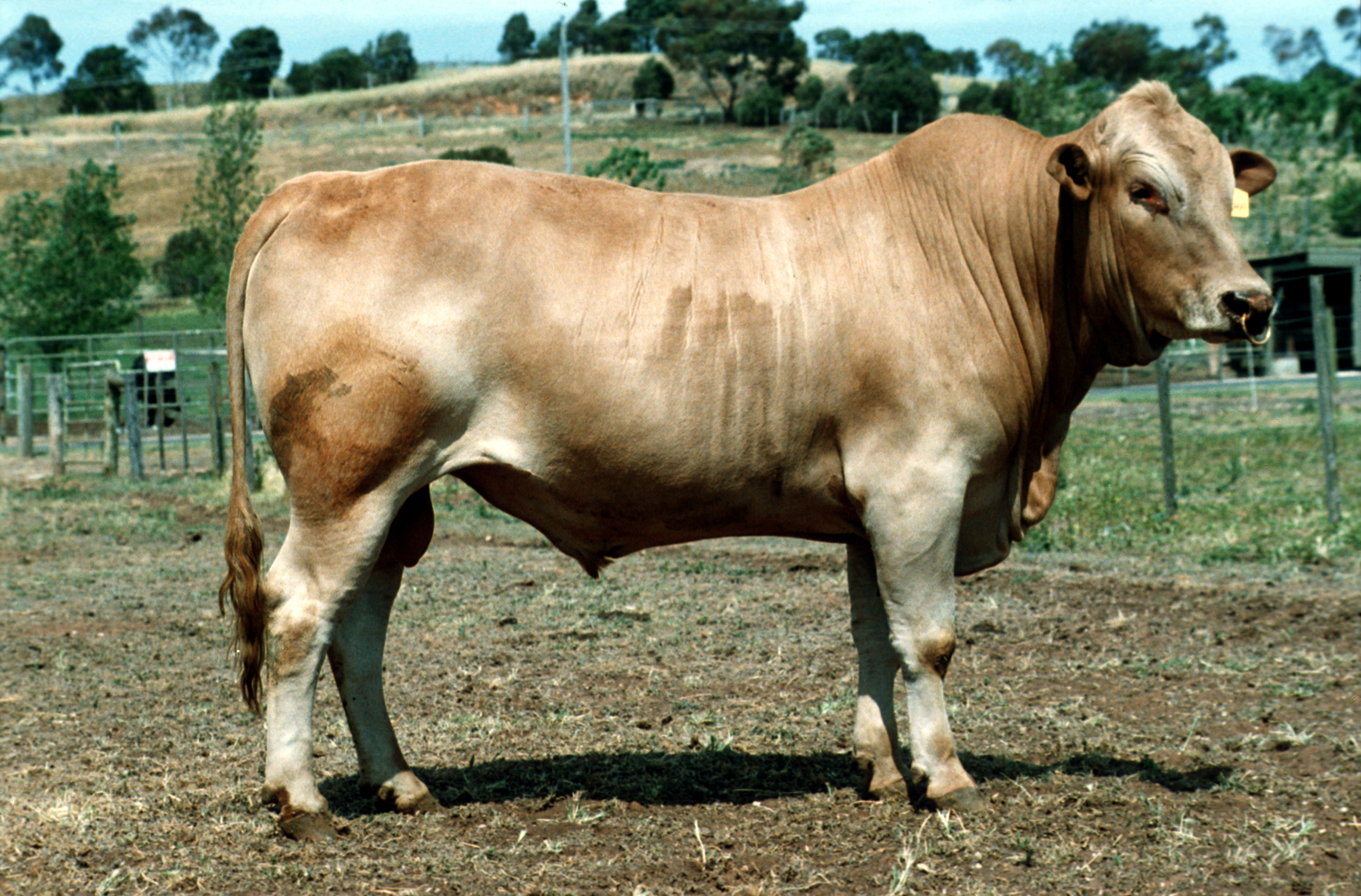
Bulle des Tulirindes

Das Tuli-Rind ist eine Rinderrasse aus Simbabwe, die vorrangig zur Fleischproduktion genutzt wird. 1992 lag der Bestand bei etwa 10.000 Tieren.
Das Tuli-Rind gehört mit dem Mashona-Rind und dem Nkone-Rind zu den drei indigenen Rinderrassen Simbabwes. Es ist sehr nah verwandt mit dem Tswana-Rind aus Botswana und dem Barotse-Rind und gehört wie diese zu den Rindern des Sanga-Typs. Dieser Typus ist in Äquatorialafrika weit bis in den Süden und Westen hin verbreitet. Er beruht auf einer frühen Einkreuzung von Zebus (Buckelrindern) in die einheimischen buckellosen Rassen (siehe Watussirind).
Tulis haben einen kleinen Höcker und sind einfarbig gelb, goldbraun oder rot. Sie sind an die lokalen, semiariden Klimabedingungen angepasst. Weibliche Tuli-Rinder werden 400 kg, männliche 750 kg schwer. Erst im Jahre 1942 wurde begonnen, das Tuli-Rind aus den heimischen Rinderrassen Simbabwes, die die verheerende Rinderpest Ende des 19. Jahrhunderts überlebt hatten,  herauszuzüchten. Einkreuzungen europäischer Rinderrassen führten zu keinen Verbesserungen. Die Lowveld Cattle Breeding Station wurde unter der Leitung des Regierungsbeamten Len Harvey gegründet. 1961 war die Rasse so weit verbreitet, dass ein Verband der Tuli-Rinderzüchter gegründet wurde.
Die Rasse wurde auch nach Argentinien, Mexiko und die USA exportiert. In Südafrika wurde durch eine Kreuzung des Tuli mit Limousin-Rindern eine neue Rasse gezüchtet, das Tulim-Rind.